# Phyllomyias griseiceps
Phyllomyias griseiceps е вид птица от семейство Tyrannidae.

## Разпространение
Видът е разпространен в Бразилия, Венецуела, Гвиана, Еквадор, Колумбия, Панама и Перу.